# Sampiero Gavini
Sampiero Gavini est un homme politique français né le 11 mai 1823 à Bastia (Corse) et mort le 4 août 1875 à Bastia.

## Biographie
Fils d'un président de chambre à la cour d'appel de Montpellier, il est avocat en 1849 à Bastia. Conseiller général du canton de Campile en 1852, il est député de la Corse de 1863 à 1870. Bien que n'étant pas candidat officiel, il soutient le régime. Il est le frère de Denis Gavini, le père de Sébastien Gavini et d'Antoine Gavini et le grand-père de Jacques Gavini, tous les trois députés de la Corse.

## Distinction
- Commandeur de l'ordre de Sainte-Anne de Russie[1]

## Source
- « Sampiero Gavini », dans Adolphe Robert et Gaston Cougny, Dictionnaire des parlementaires français, Edgar Bourloton, 1889-1891 [détail de l’édition]